# John Wilms
Pour les articles homonymes, voir Wilms.
John Wilms (né le 8 septembre 1893 à Anvers, où il est mort le 28 juin 1978) est un écrivain et homme politique belge.

## Biographie

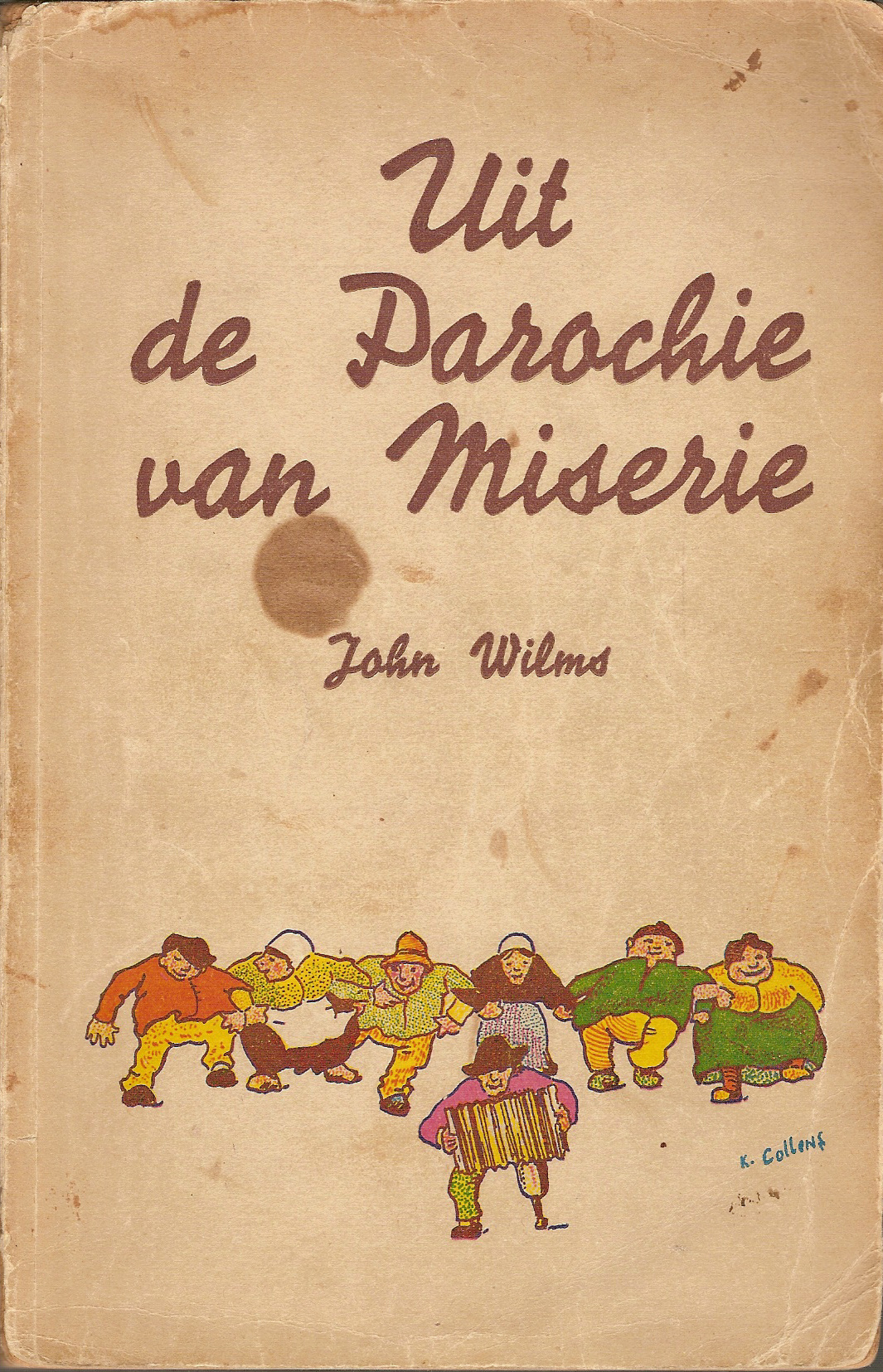
Couverture de la 2e édition de Uit de Parochie van Miserie, 1942.

Membre du Parti socialiste belge, il fut échevin de la culture de la ville d'Anvers dans les années 1950. À ce titre, il interviendra pour interdire la représentation d'une pièce de théâtre d'Henri Ghéon, pièce jugée trop favorable à l'Allemagne nazie[réf. nécessaire].
Mais son plus grand titre de gloire est d'avoir fait paraître en 1941 un ouvrage intitulé Uit de Parochie van Miserie (« La paroisse de misère », non traduit en français), évocation du quartier Saint-André (Sint-Andrieskwartier), quartier populeux et ouvrier d'Anvers où il naquit, et où naquirent aussi Hendrik Conscience et Lode Zielens. Cet ouvrage, à vocation documentaire, où, semble-t-il, la fiction ne tient aucune place, s'emploie à décrire la vie du petit peuple de commerçants, manutentionnaires du port, couturières etc., en s’attardant plus particulièrement sur la vie associative, sur les différentes formes de loisirs auquel s'adonne le petit peuple anversois, sur les manifestations folkloriques (cortèges de géants, etc.), sur les péripéties s'attachant au service militaire obligatoire (ou de l'enrôlement obligatoire dans la garde civique, milice civile supplétive, sur quoi l'auteur s’appesantit lourdement) — très peu, en fait, sur la vie économique et sur les conditions matérielles des protagonistes. Un de ceux-ci, Zotte Rik, personnage ayant, selon toute apparence, réellement existé, et, dixit l'auteur, « une des figures populaires les plus connues de la ville », est l’élément structurant censé accompagner et conférer quelque unité à cet inventaire ethnographique. Le livre est illustré hors-texte d'une série de photographies anciennes.
Les différents tableaux qui constituent le livre ne faisant pas corps, l'ouvrage apparaît trop décousu ; insistant trop sur certains aspects (la garde civique particulièrement), en mettant de côté d’autres (les rapports économiques), il apparaît déséquilibré, et échoue à donner une image totale de la vie du petit peuple anversois. Le personnage de Zotte Rik, qui au départ faisait figure de personnage central, et semblait devoir être le moteur de l'ouvrage, s'efface ensuite, se contentant, à peine ébauché, de faire office d'improbable fil rouge de cette évocation. Le personnage haut en couleur que l'auteur paraissait nous promettre initialement, ne fera plus ensuite qu'apparaître sporadiquement ici et là, menant dans le livre une existence de plus en plus fantomatique, mais l'auteur s'obstine cependant à le mettre en scène pour donner, sans réelle nécessité, une cohérence, une structure à ce qui risque de n'apparaître que comme un inventaire folklorique, l'auteur allant jusqu'à recourir à cet artifice de faire coïncider la mort du personnage (survenue en 1909) avec la fin du livre. Le lecteur qui escomptait des dialogues truculents restera sur sa faim. En dehors de la ville d’Anvers, l'ouvrage est totalement inconnu.

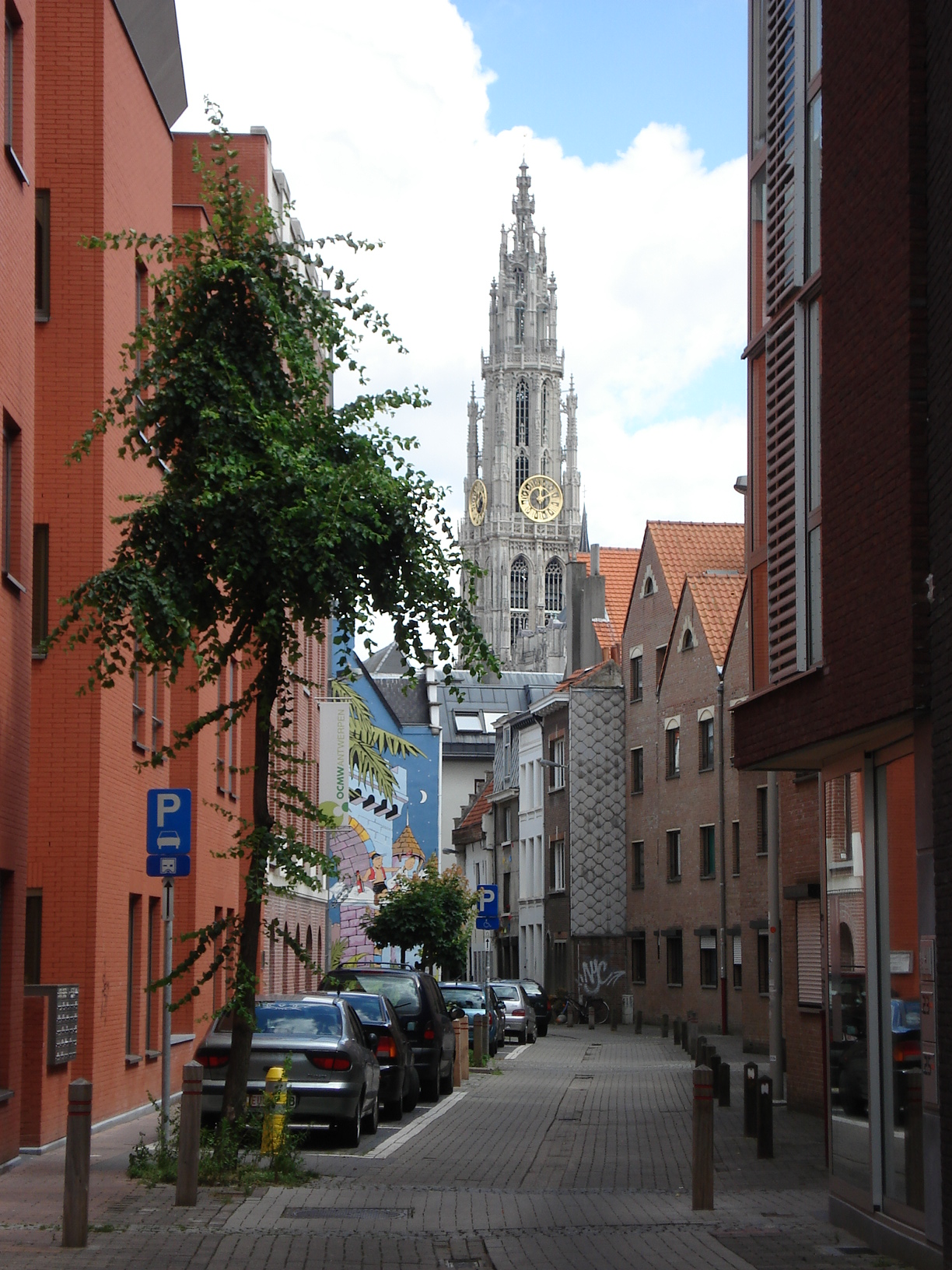
Le quartier Saint-André en 2007, déjà en grande partie réhabilité. Au fond, la flèche de la cathédrale.

Même s'il n’est plus guère lu aujourd'hui, et que les jeunes générations l'ignorent largement, l'ouvrage connut en son temps un succès considérable, fut plusieurs fois réimprimé (une fois au format de poche), et fut adapté à la scène en 1972 au Koninklijke Nationale Schouwburg (KNS) ; cette pièce, portant le même titre que le livre, agrémenté de chansons de Wannes Van de Velde, attira les foules[réf. nécessaire], et c'est sans doute cette adaptation qui donna lieu à la dernière réimpression de l'ouvrage, en 1973. Le livre est encore cité occasionnellement, et apparaît comme le prototype des ouvrages d'évocation nostalgique sur Anvers qui ont proliféré depuis, en particulier depuis les années 1980. Enfin, il est un des livres qui fondent la mythologie du quartier Saint-André, quartier de déshérités, certes, mais aussi haut lieu de la gouaille et de cette vitalité populaires typiquement anversoises. Le quartier lui-même, qui a vu sa population baisser sans cesse depuis la Première Guerre mondiale, est aujourd’hui en grande partie rénové ; à la suite de l'implantation d'un établissement d'enseignement supérieur, de nombreux étudiants le fréquentent.

## Œuvres
- Uit de parochie van miserie, De Witte Raaf, Anvers, 194- (OCLC 19112709)
- Onder Sint-Andriestoren. De schuif. De Boeksteeg. De beruchte Lepelstraat., Nederlandsche Boekhandel, Anvers, 1944 (OCLC 19118173)